# Korea Institute for Advanced Study

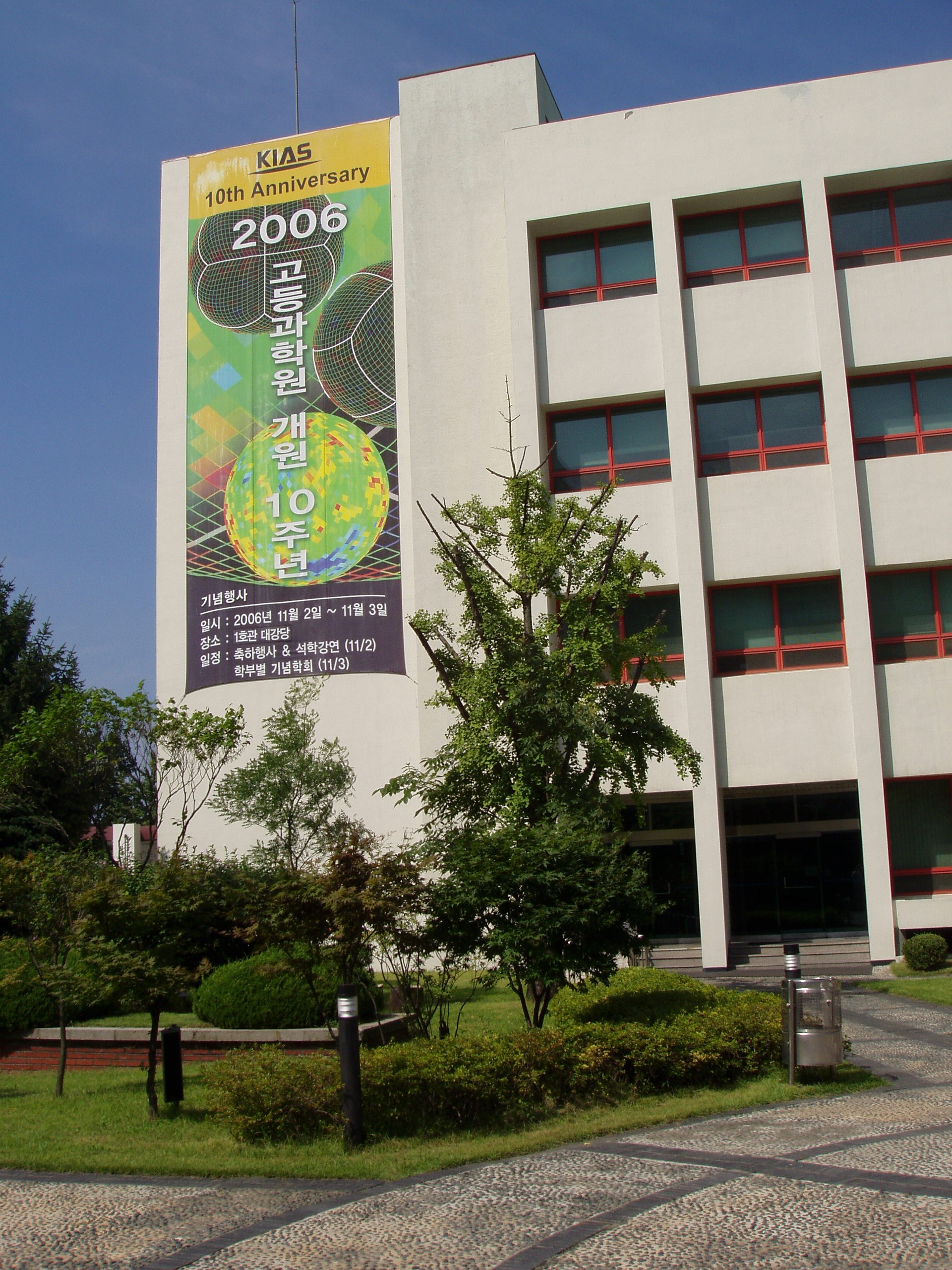
Korea Institute for Advanced Study

Das Korea Institute for Advanced Study (한국 고등과학원 KIAS 韓國高等科學院) ist ein Forschungsinstitut für Mathematik, Physik und quantitative Naturwissenschaften in Seoul.

## Geschichte
Das KIAS wurde im Dezember 1995 gegründet. Im August 1996 wurde Efim Zelmanov zum „Distinguished Professor“ für Mathematik ernannt. Im Oktober 1996 fand die Eröffnung des KIAS statt, im November 1996 nahmen die Institute für Mathematik und Physik ihre Arbeit auf. Im August 1999 wurde Leonard Susskind zum „Distinguished Professor“ für Physik ernannt. Im September 2000 nahm das Institut für quantitative Naturwissenschaften („computational sciences“) seine Arbeit auf. Seit 2006 gibt es das „KIAS Scholar Program“. 2010 wurde das „Center for Advanced Computation“, 2013 das „Center for Mathematical Challenges“ und 2014 das „Quantum Universe Center“ eröffnet. Seit 2015 war Ashoke Sen „Distinguished Professor“ für Physik und seit 2016 John M. Kosterlitz „Distinguished Professor“ für Computational Sciences. 2022 wurde June Huh zum „Distinguished Professor“ für Mathematik ernannt, Wjatscheslaw Muchanow ist „Distinguished Professor“ für Physik.
Zu den Wissenschaftlern am Institut zählen außer den bereits Erwähnten Jeong Han Kim und Hwang Jun-muk. Gastwissenschaftler waren unter anderem June Huh, Masaki Kashiwara, Michael Kapovich, Minhyong Kim und Hee Oh.

## Arbeitsweise
Zurzeit (2017) gehören dem Institut drei „Distinguished Professors“, 25 festangestellte Professoren, 31 „KIAS Scholars“, 4 „Research Professors“ und 92 „Research Fellows“ an. KIAS Scholars sind Gastwissenschaftler, die für einen Zeitraum von 3 Jahren mehrere Monate pro Jahr am Institut verbringen. Research Fellows werden für einen Zeitraum von 2 bis 4 Jahren am Institut beschäftigt.
Zu den am Institut bearbeiteten Themen gehören Algebraische Geometrie und Differentialgeometrie, Astrophysik, Teilchenphysik und Stringtheorie, Statistische Physik, Bioinformatik und Quanteninformation.
Dem Institut angegliedert sind das Open KIAS Center, das Center for Advanced Computation, das Center for Mathematical Challenges, das KIAS Transdisciplinary Research Program, das Quantum Universe Center und die Korea Dark Energy Search.
Das Institut wird staatlich finanziert und ist formal dem KAIST angegliedert.